# Сары-Могол
Сары-Могол (кирг. Сары-Могол) — село в Алайском районе Ошской области Кыргызстана. Административный центр и единственный населённый пункт Сары-Моголского айылного аймака.

## География
Село расположено в южной части области, в высокогорной зоне, на левом берегу реки Сары-Могол (правый приток Кызылсу), на расстоянии приблизительно 83 километров (по прямой) к юго-западу от села Гульча, административного центра района. Абсолютная высота — 2974 метра над уровнем моря.

## Население
Согласно оценочным данным Национального статистического комитета Кыргызской Республики, численность населения села на начало 2023 года составляла 5419 человек.
| год     | 2009 | 2014 | 2015 | 2020 | 2021 | 2023 |
| ------- | ---- | ---- | ---- | ---- | ---- | ---- |
| человек | 3391 | 4618 | 4771 | 5257 | 5215 | 5419 |